# Judith de Bretaña
Judith de Bretaña también llamada Judith de Rennes (982-1017) duquesa de Normandía desde ca. 1000 hasta su muerte.

## Biografía
Judith, nació en 982, era la hija del duque Conan I de Bretaña y Ermengarda Gerberga de Anjou. Ella era la madre de Roberto I de Normandía y la abuela paterna de Guillermo I el Conquistador.
Ella fue parte de una importante alianza matrimonial doble entre Normandía y Bretaña primero grabado por Guillermo de Jumièges. En 996 su hermano Godofredo I de Bretaña se casó con Havoise de Normandía, hija de Ricardo I, duque de Normandía, mientras que c.1000 Judith se casó con el duque Ricardo II de Normandía, el hermano de Havoise.  La duquesa Judith murió el 28 de agosto de 1017 y fue enterrada en la abadía de Bernay, que ella había fundado en 1013.

## Descendencia
Entre 996 y 1000 se casó con Ricardo II de Normandía,y tuvieron los siguientes hijos:
- Ricardo (997-1027), duque de Normandía en 1027,
- Adelaida (n. 1003/5), casada con Reginaldo I de Borgoña
- Roberto (c. 1005-1035), Duque de Normandía entre 1027 y 1035
- Guillermo (1007/9-1025), monje en Fécamp
- Leonor (1011/3-1071), casada con Balduino IV de Flandes
- Matilde (1013/5-1033), monja en Fecamp